# Долна Вращица
Долна Вращица (на македонска литературна норма: Долна Враштица) е село в югоизточната част на Северна Македония, в община Конче.

## География
Селото е разположено в северните склонове на планината Смърдеш, по горното течение на Крива Лъкавица, на надморска височина от 460 m. Землището му е 4,9 km2.

## История
Към края XIX век Долна Вращица е чисто българско село, числящо се към Радовишка кааза на Османската империя. Според статистиката на Васил Кънчов („Македония. Етнография и статистика“) от 1900 година селото има 125 жители, всички българи християни.
В началото на XX век християнските жители на селото са под върховенството на Българската екзархия. По данни на секретаря на екзархията Димитър Мишев („La Macédoine et sa Population Chrétienne“) през 1905 година в Долно Вращица (Dolno-Vrachtitza) има 144 българи екзархисти. През февруари 1915 година 30-годишният Костадин Достин и 35-годишният Пецо Рицов умират след побой, нанесен им от сръбските власти.
| Година    | 1948 | 1953 | 1961 | 1971 | 1981 | 1991 | 1994 | 2002 |
| --------- | ---- | ---- | ---- | ---- | ---- | ---- | ---- | ---- |
| Население | 117  | 113  | 98   | 56   | 4    | 0    | 0    | 0    |

## Личности
Родени в Долна Вращица
- Андон Христов (1883 - след 1943), деец на ВМОРО и ВМРО[5]